# Hans-Joachim Marseille
Hans-Joachim Walter Rudolf Siegfried Marseille, född 13 december 1919 i Berlin-Charlottenburg, död 30 september 1942 i närheten av Sidi Abdel Rahman, Egypten, var en tysk jaktpilot under andra världskriget. Marseille flög framför allt i Nordafrika där han sköt ner 158 fiendeplan.